# 松本剛明
松本剛明（1959年4月25日—）日本政治家。日本自由民主黨所屬眾議院議員（6期）、现任总务大臣。前任外務大臣（第145代）。

## 生平
松本剛明出身政治世家，他是日本初代內閣總理大臣伊藤博文的外玄孫。父親松本十郎，曾任眾議院議員。